# Friederike Galland

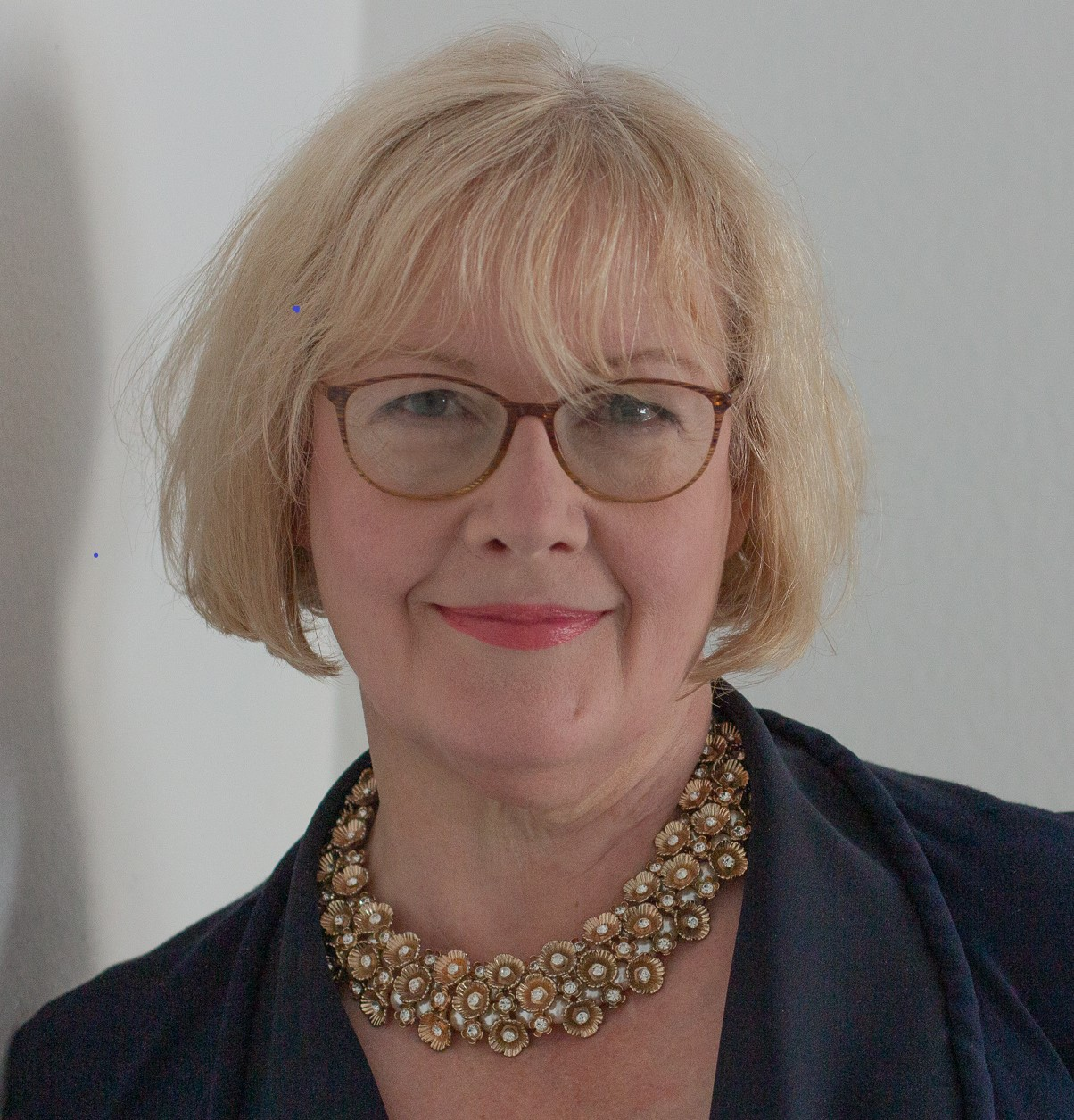
Friederike Galland (2023)

Friederike Galland (* 16. November 1965 in Berlin) ist eine deutsche Politikerin der CDU.

## Leben
Nachdem sie ihre Schulzeit zwischenzeitlich auf der Arrowhead Highschool in Hartland (Wisconsin) verbracht hatte, legte Galland 1984 ihr Abitur am Gymnasium in Voerde ab. Daraufhin absolvierte sie ihre Stammhauslehre bei der Siemens AG, die sie 1986 in München mit der Kaufmannsgehilfenprüfung und dem Abschluss als Industriekauffrau beendete. Im Anschluss daran arbeitete sie als Sachbearbeiterin im Rechnungswesen und studierte später Rechtswissenschaften und Politologie. 1993 begann sie freiberuflich als Dozentin und später auch als Kommunikationstrainerin und Personalberaterin zu arbeiten.

## Politik
Galland trat 1990 in die CDU ein und wurde dabei auch Mitglied der CDA, der Jungen Union und der Frauen-Union. Ab 1997 gehörte sie dem Kreisvorstand der CDU im Bezirk Wedding an, sie war zudem stellvertretende Vorsitzende sowohl des CDU-Ortsverbandes Schillerpark als auch des Landesverbandes der Frauen-Union. Nachdem sie bereits 1997 als Wahlkreisassistentin für den Bundestagsabgeordneten Ulf Fink in Brandenburg gearbeitet hatte, zog sie 1999 durch ein Direktmandat im Wahlkreis Wedding 2 ins Abgeordnetenhaus von Berlin ein, aus dem sie zwei Jahre später aufgrund der Berliner Neuwahlen wieder ausschied.
Galland arbeitete als Geschäftsführerin des LandesFrauenRats Berlin.
2016 wurde sie in Warschau Europameisterin im Stegreifreden.